# Bulmers roezet
Bulmers roezet (Aproteles bulmerae) is een vleermuis uit de familie der vleerhonden die voorkomt in Papoea-Nieuw-Guinea.

## Beschrijving
De Bulmers roezet lijkt op een zeer grote Dobsonia, inclusief de "naakte rug", maar de vacht is fijner en er zit een klauw aan de tweede vinger. Hij heeft geen snijtanden en bij de kiezen ontbreekt het tandglazuur. In 1984 werd een onvolwassen vrouwtje door een jager gevangen in de vallei Telefomin. Deze had een kop-romplengte van 242 mm, een staartlengte van 31,8 mm, een voorarmlengte van 165,7 mm, een scheenbeenlengte van 78,6 mm, een oorlengte van 37,1 mm en een gewicht van 600 g.
Jongen worden geboren in april en daarna gedurende enkele weken door de moeder meegedragen. Vrouwtjes zijn waarschijnlijk pas in hun derde jaar geslachtsrijp, hoewel ze al aan het eind van het eerste jaar twee derde van het volwassen gewicht bereiken.

## Taxonomie
De Bulmers roezet is de enige soort van het geslacht Aproteles, dat nauw verwant is aan Dobsonia. Bulmers roezet werd oorspronkelijk beschreven op basis van fossiel materiaal (12000 jaar oud), maar in 1975 werd een levende kolonie gevonden in de grot Luplupwintem in de Hindenburg Wall in Western Province. Eind jaren 70 werd de kolonie in Luplupwintem echter vrijwel uitgeroeid door de jacht. Pas in 1992 werd de soort herontdekt; toen werden 137 exemplaren geteld. De Bulmers roezet staat op de internationale rode lijst als kritiek (ernstig bedreigd).